# HMS Cossack (F03)
El HMS Cossack (F03) fue un destructor de la clase Tribal, perteneciente a la Marina Real Británica durante la Segunda Guerra Mundial.  Participó en  connotadas acciones de guerra en su corto periodo de servicio en el Reino Unido.

## Historial
El  HMS Cossack fue botado en el astillero Walker perteneciente a Vickers-Armstrongs en el río Tyne, Newclastle en junio de 1937, su numeral inicial fue F03. 
Su nombre era en evocación de los cosacos de la estepa rusa, el HMS Cossack fue la quinta unidad en la Royal Navy  en llevar ese nombre.  Fue asignado el 14 de junio de 1938 y su primer capitán fue Daniel De Pass.

### Segunda Guerra Mundial
Sus primeras misiones fueron como escolta de convoyes en los albores de la Segunda Guerra Mundial.    En una de esas misiones el  HMS Cossack  embistió a un buque correo, el 7 de noviembre de 1939 causándole serios daños a la proa, 5 bajas y 2 heridos de gravedad. El Capitán De Pass fue relevado del mando y sometido a una Corte marcial.
Los daños causados lo obligaron a ser remolcado a Leith donde quedó en reparaciones hasta enero de 1940 al mando del capitán de reemplazo,  Robert St. Vincent Sherbrooke temporalmente. 
Asumió el mando como capitán Philip Vian en enero de 1940. 
Su primera acción de guerra fue el abordaje del aprovisionador alemán Altmark, el 16 de febrero de 1940 en aguas de Noruega neutral.
El  HMS Cossack sorprendió al aprovisionador alemán en los fiordos noruegos el 15 de febrero, pero este buscó refugio en el fiordo de Jøssingfjord.  El aprovisionador tenía en sus bodegas unos 299 tripulantes británicos y extranjeros prisioneros capturados por el Acorazado de bolsillo Admiral Graf Spee que iban a ser transferidos a campos de concentración en Alemania, el primer ministro Winston Churchill tomó la decisión de rescatar a estos prisioneros y dio una señal a Vian de proceder, el  HMS Cossack se  introdujo a velocidad en el fiordo, se abarloó junto al aprovisionador y liberaron a los cautivos tras reducir a los tripulantes alemanes. Vian condujo el destructor a Leith donde fue recibido por una gran multitud efusivamente el 17 de febrero.
La operación británica causó una seria reclamación del gobierno neutral noruego quien no deseaba problemas con la  Alemania nazi  principalmente. De todos modos, Hitler invadió Noruega en abril de 1940. 
Por esta acción, Vian fue ascendido más tarde a comodoro de Flota y fue el punto de partida de una brillante carrera naval.
En marzo de 1940 reasumió el mando el capitán Robert St. Vincent Sherbrooke. 

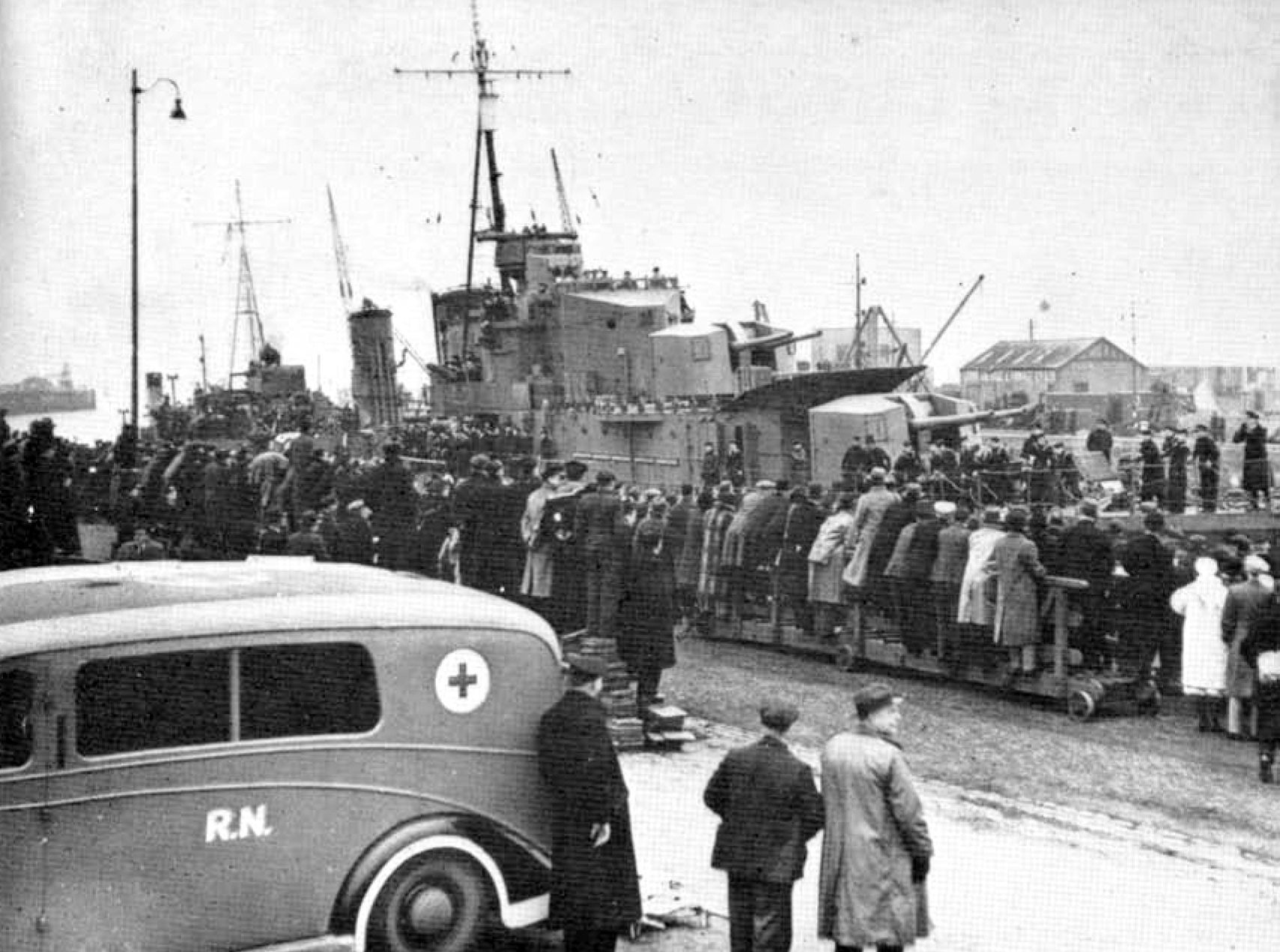
Entrada del HMS Cossack en Leith el 17 de febrero de 1940.

El 13 de abril de 1940, el  HMS Cossack  reasignado con el numeral L03 actuó en la Segunda Batalla de Narvik junto a otros destructores, el HMS Warspite, el portaviones HMS Furious lo que resultó en una victoria británica con el hundimiento de 9 unidades alemanas.  El HMS Cossack resultó dañado y encallado por un encuentro con los destructores alemanes Diether von Roeder y Erich Giese.  Hubo de ser reparado provisionalmente en Skelfiord, Noruega antes de ser enviado a Southampton para reparaciones finales.
Después de efectuar reparaciones fue asignado a la escolta de convoyes.
Entre enero y febrero de 1941, el  HMS Cossack fue remodelado añadiéndosele un radar tipo 286 y otras mejoras para navegar en mar gruesa.
El HMS Cossack participó como líder de flotilla en la cacería del Bismarck en mayo de 1941, teniendo al comodoro Vian al mando, su participación se limitó a torpedear sin resultados a la unidad germana bajo condiciones de mar adversas. 
Posteriormente fue asignado nuevamente a la escolta de convoyes en el Atlántico norte asumiendo el mando en julio de 1941,  el capitán Edward Lyon Berthon.

### Hundimiento
En la noche del 23 de octubre de 1941, el  HMS Cossack realizaba labores de escolta del  convoy HG75 a 270 km de Gilbraltar cuando fue tocado por un torpedo a babor lanzado por el U-563 al mando del capitán Klaus Bargsten. La explosión resultante fue demoledora para el navió, lo  incendió y partió casi en dos partes destruyendo su puente de mando y su parte proel, 168 miembros de su tripulación incluido su capitán Berthon fallecieron en la acción.  Se intentó remolcar el  resto popel del pecio;  pero a pesar de los esfuerzos se hundió el 27 de octubre de 1941 con mar gruesa.